# 풍동고등학교
풍동고등학교(楓洞高等學校)는 대한민국 경기도 고양시 일산동구 풍동에 있는 공립 고등학교이다.

## 학교 연혁
- 2008년 1월 7일 : 풍동고등학교 30학급 설립 인가
- 2008년 3월 1일 : 초대 오동석 교장 취임
- 2008년 3월 4일 : 제1회 입학식 [12학급 500명]
- 2008년 3월 4일 : 영어교육활성화 학교 운영
- 2009년 3월 2일 : 도지정 체육과 자율장학 중심학교 운영
- 2010년 3월 2일 : 논술 연구학교 운영
- 2011년 2월 10일 : 제1회 졸업식 [12학급]
- 2015년 3월 2일 : 교육과정 클러스터 운영
- 2021년 3월 2일 : 고교학점제 도입기반조성 선도학교 운영
- 2022년 3월 1일 : 제7대 두귀숙 교장 취임
- 2023년 1월 5일 : 제13회 졸업식 [10학급 262명]
- 2023년 3월 2일 : 제16회 입학식 [10학급 284명]

## 참고 자료
- 풍동고등학교 - 한국교육학술정보원 학교알리미